# Quebrada San Miguel
La quebrada San Miguel es un curso natural de agua intermitente que desemboca en la quebrada Paipote.
No confundir con la homónima ubicada al sureste de Pica (Chile).

## Historia
Luis Risopatrón lo describe en su Diccionario Jeográfico de Chile (1924):: 813 
San Miguel (Quebrada de) 27° 23' 70° 00' Es seca, corre hácia el W i desemboca en la de Paipote; está invadida por las aglomeraciones de brechas i pórfidos traquíticos. 98, I, p. 188; 156; i 161, i, p. 187; i II, p. 364; i de Barrilla (o San Miguel) en 161, i, p. 35.
Risopatrón también tiene una entrada en su diccionario para:: 799 : 859 
Sandon (Aguada de) 27° 30'? 69° 50'? Ofrece agua esquisita i surje en medio de arbustos i de una vejetacion lozana, en una pequeña quebrada de la márjen izquierda de la de Romero, de la de San Miguel. 98, ni, p. 137; vega en la p. 149; i aguadita en 98, i, p. 187.
Tabaco (Aguada) 27° 24' 69° 47' Revienta en la parte superior de la quebrada de La Brea, de la de San Miguel. 98, carta (1892); i 156.